# Хоне
Хоне (њем. Hohne) општина је у њемачкој савезној држави Доња Саксонија. Једно је од 24 општинска средишта округа Целе. Према процјени из 2010. у општини је живјело 1.775 становника. Посједује регионалну шифру (AGS) 3351015.

## Географски и демографски подаци
Хоне се налази у савезној држави Доња Саксонија у округу Целе. Општина се налази на надморској висини од 48 метара. Површина општине износи 36,5 km². У самом мјесту је, према процјени из 2010. године, живјело 1.775 становника. Просјечна густина становништва износи 49 становника/km².

## Међународна сарадња
| Мјесто | Држава    | Врста сарадње | Од    |
| ------ | --------- | ------------- | ----- |
|        | Француска | партнерство   | 2006. |
| Извор  |           |               |       |